# أبو منجل أخضر
أبو منجل الأخضر (باللاتينية: Mesembrinibis cayennensis) هو طائر ينتمي لجنس Mesembrinibis الذي ينتمي إلى أسرة أبو منجل ،وهو العضو الوحيد في جنس Mesembrinibis .

## مناطق نواجده
- يتواجد هذا الطائر في هندوراس ونيكاراغوا وكوستاريكا وبنما الغربية وشمال الأرجنتين.ويقوم ببعض الهجرات المحلية الموسمية في موسم الجفاف.
- طائر أبو منجل الأخضر يتواجد في المستنقعات وغيرها من الموائل كالغابات الرطبة. عشه يتكون من منصة توضع فوق أغصان الشجرة. هذا النوع هو أقل عددا في العادة، وينظر إليها أنها وحيدة أو في أزواج قليلة.

## الغذاء
- مثل أبو منجليات أخرى، فإنه يسبق الأسماك والضفادع والمخلوقات المائية الأخرى، وكذلك الحشرات.ويعتبر الطائر أكثر نشاطا بالصوت أثناء الغسق وذلك بصوت عال.

## الوصف
- طائر أبو منجل الأخضر يبلغ 48-56 سم ويزن 650-750 غرام، ؛ الأنثى أصغر من الذكور، والكبار يأتي لون ريشهم أسود ممخضر وكما الكبار فإن الصغار الصغار يولدون بلون أسود مخضر والأرجل خضراء شاحبة وتظهر البقع الرمادية على جلد الوجه، ويمكن تمييز هذا الطائر عن أبو منجل المصقول بأنه أضخم وساقيه قصيرتان وأجنحته أطول من الأخر.